# ارباب حلقه‌ها: گالوم
ارباب حلقه‌ها: گالوم (انگلیسی: The Lord of the Rings: Gollum) یک بازی ویدئویی در سبک اکشن-ماجراجویی است که توسط دی‌دالیک انترتینمنت توسعه یافته و با همکاری مشترک دی‌دالیک انترتینمنت و ناکون  با الهام از آثار جی. آر. آر. تالکین و دربارهٔ شخصیت گالوم در بین رخدادهای رمان‌های هابیت و ارباب حلقه‌ها ساخته شده‌است. این بازی در ۲۵ مه ۲۰۲۳، و در پلتفرم‌های پلی‌استیشن ۴، پلی‌استیشن ۵، ایکس‌باکس وان، ایکس‌باکس سری ایکس/اس، مایکروسافت ویندوز و نینتندو سوئیچ منتشر شد.

## ماجرای عذر خواهی با هوش مصنوعی
این بازی یکی از بدترین بازی‌های انتشار یافته در سال ۲۰۲۳ محصوب می‌شود. به گزارش Game Two، یک کانال یوتیوب آلمانی، استودیو سازنده اطلاعی از نامه و محتوای آن نداشت و تمامی پروسه‌ی عذرخواهی توسط نیکون، ناشر بازی انجام شده است. همچنین به گزارش دو منبع ناشناس، این نامه به وسیله هوش مصنوعی و توسط ChatGPT نوشته شده بود و جالب است که بدون بررسی یا تصحیح نیز منتشر شد.